# Elise Haas
Elise Haas, geboren als Elise Bähr (* 14. Juli 1878 in Tholey; † 2. November 1960 in Mainz) war eine deutsche Lyrikerin. 

## Leben
Sie wurde als Tochter des Kaufmanns Isaak Bähr (1848–1931) und dessen Frau Henriette Schloß (1853–1926) geboren. Sie hatte zwei Brüder. Ihre Großmutter väterlicherseits, Bella Bähr geb. Marx (1821–1906), war eine Cousine von Karl Marx. Bella Marx ist die Tochter des Rabbiners Samuel Marx aus Trier, einem Onkel von Karl Marx.
Von 1884 bis 1894 ging sie in Trier zur Schule. 1907 zog die Familie nach Simmern, um dort eine Kolonialwarenhandlung zu übernehmen. Am 14. September 1909 heiratete sie den Steuerberater Wilhelm Haas (1877–1944), mit dem sie von November 1909 bis Juni 1943 in Trier wohnte. Dann wurde sie von den Nationalsozialisten zunächst in „Schutzhaft“ genommen und anschließend in das Ghetto Theresienstadt deportiert. Ihr Mann starb dort am 14. September 1944 an Entkräftung. Sie selbst zog sich Anfang 1945 eine Oberschenkelhalsfraktur zu, die nicht angemessen behandelt wurde und an deren Folgen sie für den Rest ihres Lebens litt. Nach der Befreiung aus dem KZ Theresienstadt verbrachte Elise Haas mehrere Jahre im Städtischen Krankenhaus in Mainz. Von Oktober 1952 bis zu ihrem Tod lebte sie im Altenheim der jüdischen Gemeinde in Mainz. Ihr Grab befindet sich auf dem jüdischen Teil des Hauptfriedhofs Mainz.

## Werk
Erhalten sind nahezu siebzig lyrische Texte und über dreißig Briefe an Jacob Picard, an den Oberrabbiner von Trier, Adolf Altmann, und an Kurt Pinthus. Sieben Gedichte erschienen zwischen 1934 und 1938 in der Zeitschrift Cahiers luxembourgois. 1936 wurden drei Gedichte in der deutsch-jüdischen Zeitschrift Der Morgen und ein Gedicht in der CV-Zeitung veröffentlicht. Die übrigen Texte sind als Handschriften in der Wiener Library, London, dem Leo Baeck Institut New York, dem Deutschen Literaturarchiv Marbach und der Friedrich-Ebert-Stiftung Trier entdeckt worden.
Elise Haas korrespondierte mit den Schriftstellern Jacob Picard, Paul Henkes und Franz Werfel. 1938 schickte sie dem Trierer Oberrabbiner Adolf Altmann eine Mappe mit Bildern und Texten ins niederländische Exil. Diese befindet sich heute im Leo Baeck Institut in New York. 
Nach dem Krieg geriet Elise Haas zunächst in Vergessenheit. 2009 publizierte der Konzer Gymnasiallehrer Willi Körtels die Ergebnisse seiner Recherchen über Elise Haas als Buch.